# Pic Verdaguer
El Pic Verdaguer és un cim de 3.129,4 metres, situat al Massís del Montcalm, juntament amb la Pica d'Estats i la Punta Gabarró, dins el Parc Natural de l'Alt Pirineu.
El cim porta des de 1983 el nom en honor de Jacint Verdaguer i Santaló, insigne poeta i amant de l'excursionisme.